# John Cotton (pasteur)
John Cotton (4 décembre 1585 – 23 décembre 1652) est un pasteur anglican puritain installé en Nouvelle-Angleterre. D'après plusieurs témoignages, il fut le prédicateur le plus influent de la Colonie de la baie du Massachusetts.

## Biographie
Né à Derby (Derbyshire) en 1585, John Cotton effectua cinq années d'études à Trinity College (Cambridge), puis neuf autres années à Emmanuel College (Cambridge). Il s'était déjà taillé une réputation d'érudit et de prédicateur à succès lorsqu'il accepta la charge de pasteur de l’église Saint-Botolphe de Boston en 1612. De théologie puritaine, il prenait des libertés avec le cérémonial et la pompe propres à l'anglicanisme, et prêchait sans affectation ni grandiloquence. S'il était convaincu que l’Église d'Angleterre devait être réformée en profondeur, il ne voulait à aucun prix la quitter : il envisageait de la faire évoluer de l'intérieur.
Plusieurs pasteurs avaient été démis de leur chaire en raison de leur déviance puritaine, mais Cotton, grâce au soutien de ses diacres et à l'indulgence de ses évêques, parvint à louvoyer pendant 20 ans. Pourtant, en 1632, l’Église anglicane accrut nettement la répression contre les pasteurs anticonformistes, et Cotton dut se réfugier dans la clandestinité. L'année suivante, il embarqua avec sa femme pour la Nouvelle-Angleterre ; il fut remplacé par Anthony Tuckney à l'église Saint Botolph.
Cotton devint l'un des pasteurs les plus courus du Massachusetts, et il s'imposa bientôt comme le second pasteur de l’Église de Boston, collègue de John Wilson. Là, en l'espace de six mois, il obtint davantage de conversions qu'au cours de toute l'année précédente. Peu après sa nomination à la chaire de Boston, il se fit le héraut du bannissement de Roger Williams, qui voyait lui-même en Cotton son principal problème.
Puis il se trouva au cœur d'une querelle religieuse sur la doctrine de la grâce, dite « querelle des Antinomistes » : plusieurs de ses fidèles (surtout Anne Hutchinson), en effet, s'étaient mis à critiquer sur cette question les autres pasteurs de la colonie. D'abord il prit parti pour ses ouailles, avant de prendre conscience de l'extrémisme et du sectarisme de certains d'entre eux. Sa rétractation lui permit de renouer le dialogue avec les autres pasteurs de la colonie, et il continua de prêcher à Boston jusqu'à sa mort. Il consacra la fin de son ministère à l'organisation des églises de Nouvelle-Angleterre en congrégations autonomes, et c'est d'ailleurs à lui que l'on doit le terme de « congrégationalisme. » La montée en puissance du parti puritain en Angleterre au début des années 1640 promettait une victoire de ses idées  à la veille de la guerre civile anglaise, et Cotton multiplia les lettres et pamphlets en faveur de la « voie de Nouvelle-Angleterre » ; toutefois, c'est le système presbytérien synodal qui triompha à l’Assemblée de Westminster (1643), ce qui n’empêcha nullement Cotton de poursuivre ses polémiques à ce sujet avec d'autres presbytériens notables.
Cotton devenait cependant moins conservateur avec l'âge. Il combattit le séparatisme de Roger Williams et approuvait sans réserve le châtiment de ceux que, tels Samuel Gorton, il considérait comme hérétiques. Il mourut à Boston le 23 décembre 1652 après un mois de maladie.

## Famille
John Cotton se maria une première fois à Balsham (Cambridgeshire) le 3 juillet 1613 avec Elizabeth Horrocks, mais ce mariage resta sans enfant et Elizabeth décéda vers 1630. Il se remaria le 25 avril 1632 avec Sarah, fille d'Anthony Hawkred et veuve de Roland Story, à Boston (Lincolnshire). Cette fois, le couple eut six enfants, dont le premier, Sariah, naquit le 12 août 1633 sur le bateau qui les emmenait en Nouvelle-Angleterre. Les autres se prénommèrent Elizabeth, John, Maria, Rowland et William.
Son petit-fils Cotton Mather, fils de Maria Cotton, sera à son tour un éminent pasteur et l'un des premiers historiens de Nouvelle-Angleterre.

## Source
- (en) Cet article est partiellement ou en totalité issu de l’article de Wikipédia en anglais intitulé « John Cotton (minister) » (voir la liste des auteurs).